# Бронепалубни крайцери тип „Уеймът“
Уеймът (на английски: Weymouth) са серия бронепалубни крайцери на Британския Кралски флот, построени преди избухването на Първата световна война и усъвършенствана версия на крайцерите от типа „Бристъл“. Това са последните бронепалубни крайцери на Британския флот, заложени като „защитници на търговията“. Следващата серия крайцери, „защитници на търговията“, вече се отнасят към леките крайцери, това са корабите от типа „Чатъм“. Всички кораби носят имена на градове (на английски: Town), от където идва и името на основния тип. Всичко от този проект са построени 4 единици: „Уеймът“ (на английски: HMS Weymouth), „Дартмут“ (на английски: HMS Dartmouth), „Фолмът“ (на английски: HMS Falmouth) и „Ярмът“ (на английски: HMS Yarmouth).

## История на проекта
Причината за появата на тази серия крайцери е недовъоръжеността на предходната серия крайцери. Крайцерите със стойност над 350 хил. £ и водоизместимост от 4800 дълги тона носят по-слабо въоръжение, отколкото модернизираните „Еклипси“ или „Ароганти“ и имат по-лоша мореходност, отколкото крайцерите от типа „Челънджър“. За това новата серия получава осем 152-мм оръдия – даже с три по-малко, отколкото на типа „Челънджър“, но и това дава превес над строящите се немски малки крайцери. Уат оценява, че новите крайцери ще струват £440000, но разчита на прогреса в корабостроенето, и той очаква известно намаляване на цената им, наистина не така силно, както за типа „Бристъл“.
Корабите се получават 5280-тонни със скорост от 24,75 възела. Уат предлага да се намали пълния запас гориво до 1450 тона, което да компенсира добавеното тегло. В резултат на доработвания решават да се ограничат с намаляването на пълния запас от гориво от 1600 до 1550 тона (1290 въглища, 260 нефт), съхранявайки предишната дължина, увеличавайки ширината от 47 до 48½ фута, което води до намаляване на газенето с три дюйма. Проектната водоизместимост съставя 5250 тона, проектната скорост съставя 25 възела.

## Конструкция
Полубачни турбинни кораби с дължина по водолинията 131 m; максимална дължина 138,1 m; ширина 14,8 m и газене 4,82 m. Всички кораби имат водоизместимост под проектната (5250 д. тона), „Фолмът“ има нормална водоизместимост 5040, „Уеймът“ – 5044 и „Дартмут“ – 5076 д. тона, с аналогична икономия в пълната водоизместимост.

### Енергетична установка
Скорост на изпитанията:
HMS Weymouth – 25,6 възела при 23 532 к.с.;

HMS Dartmouth – 25,9 възела при 23 467 к.с.;

HMS Falmouth – 27,01 възела при 26 311 к.с.;

HMS Yarmouth – 26 възела при 24 000 к.с.

## История на службата
| Име                     | Построен от                                   | Заложен             | Спуснат на вода      | Влязъл в строй      | Съдба                                                |
| ----------------------- | --------------------------------------------- | ------------------- | -------------------- | ------------------- | ---------------------------------------------------- |
| HMS Weymouth „Уеймът“   | Armstrong Whitworth, Великобритания           | 19 януари 1910 г.   | 18 ноември 1910 г.   | октомври 1911 г.    | Предаден за скрап 1928 г.                            |
| HMS Dartmouth „Дартмут“ | Vickers Limited, Великобритания               | 19 февруари 1910 г. | 14 декември 1910 г.  | 16 октомври 1911 г. | Предаден за скрап 1930 г.                            |
| HMS Falmouth „Фолмът“   | William Beardmore and Company, Великобритания | 21 февруари 1910 г. | 20 септември 1910 г. | септември 1911 г.   | Торпилиран на 16 август 1916 г. от подводницата U-63 |
| HMS Yarmouth „Ярмът“    | London & Glasgow Co, Великобритания           | 27 януари 1911 г.   | 12 април 1911 г.     | април 1912 г.       | Предаден за скрап 1929 г.                            |